# Paolo Rostagno
Paolo Rostagno (La Spezia, 22 maggio 1920 – La Spezia, 22 novembre 2004) è stato un calciatore italiano, di ruolo centrocampista.

## Carriera
In gioventù militò nel Dopolavoro Dipendenti Municipali della Spezia.
Dopo aver disputato e vinto il Campionato Alta Italia 1944 con i Vigili del Fuoco della città ligure, nel dopoguerra debuttò in Serie B con lo Spezia, con la cui maglia, a partire dal 1946-1947, ha disputato quattro stagioni tra i cadetti, per un totale di 87 presenze e 6 reti.

## Palmarès

### Club

#### Competizioni nazionali
- Campionato Alta Italia: 1

VV.FF. Spezia: 1943-1944